# Ctenomys osvaldoreigi
El tuco-tuco de Reig (Ctenomys osvaldoreigi) es una especie de roedor del género Ctenomys de la familia Ctenomyidae. Habita en el centro del Cono Sur de Sudamérica.

## Taxonomía
Esta especie fue descrita originalmente en el año 1995 por el zoólogo argentino Julio Rafael Contreras.
Localidad tipo
La localidad tipo referida es: “Estancia San Luis, sobre los 2000 msnm, en las Sierras Grandes, Córdoba, Argentina”.
Etimología
El término específico es un epónimo que refiere al apellido de la persona a quien fue dedicada la especie, el biólogo argentino Osvaldo Alfredo Reig.

## Distribución geográfica y hábitat
Esta especie de roedor solo es conocida de su localidad tipo, en el altiplano denominado pampa de Achala, en altitudes sobre los 2000 m s. n. m., en Córdoba, en el centro de la Argentina.

## Conservación
Según la organización internacional dedicada a la conservación de los recursos naturales Unión Internacional para la Conservación de la Naturaleza (IUCN), al tener una distribución extendida solo a una única localidad, sufrir amenazas por la ganadería ovina y presentar una población declinante, la clasificó como una especie “En peligro crítico” en su obra: Lista Roja de Especies Amenazadas.